# Sofus Franck
Sofus Johan Christian Franck, född 12 maj 1873 i Fredensborg, död 23 juli 1945, var en dansk botaniker och skolman.
Sofus Franck blev efter lärarverksamhet kontorschef för Frederiksbergs kulturella förvaltning i 1914, vice skoldirektör för kommunens undervisningsväsen 1919 och skoldirektör 1933. Han verkade bland annat för större förståelse, särskilt bland ungdomen, för livsbetingelserna i naturen samt för naturkänsla och naturskydd och framlade sitt program i en mängd skrifter. Bland annat större arbeten märks Skovens Planteliv (1927), Sukkerroen og dens Slægtninge (1928) och Vaarplanter fra Haven (1932).